# Борзинский район
Бо́рзинский район —  административно-территориальная единица (район) и муниципальное образование (муниципальный район) в Забайкальском крае Российской Федерации.
Административный центр — город Борзя.

## География
Район расположен на юге Забайкальского края. Район расположен в основном в бассейне реки Борзя. Основные хребты: Кукульбей, Нерчинский, отроги Урюмканского хребта. На юго-западе среди холмисто-увалистых равнин и низкогорий расположена серия понижений и впадин на высотах 630—700 м, самые низкие отметки в долине реки Борзя. Имеются м-ния и проявления: Борзинское, Мало-Соктуйское, Ново-Бугутурское, Халтуйское, Харанорское, Цаган-Олуевское, Шерловогорское и др.
Протекают реки Борзя и Газимур, расположена часть акватории Торейских озёр. Распространены горные мерзлотно-таёжные, дерновые и оподзоленные почвы, а также чернозёмы бескарбонатные или малокарбонатные глубокопромерзающие. На равнинах — каштановые и чернозёмные мучнисто-карбонатные или малокарбонатные глубокопромерзающие почвы. Значительные площади занимает сухая степь с пижмовыми, ковыльными, злаково-житняковыми и вострецовыми растительными группировками. На приречных равнинах распространены пикульниковые, разнотравно-вострецовые и заболоченные луга на лугово-аллювиальных, лугово-засоленных и болотистых почвах. На севере района — лиственничные леса. На территории района созданы: Даурский заповедник, Борзинский заказник, Олдондинский заказник.

## Климат
Климат резко континентальный с жарким летом и холодной солнечной и малоснежной зимой. Средняя температура в июле +16 ÷ +20 °C (максимальная +40 °C), в январе −26 ÷ −28 °C (абс. минимум −55 °C). Ср. кол-во осадков не превышает 350 мм/год, особенно засушливы весна и начале лета. Продолжительность вегетационного периода до 150 дней и более.

## История
Район образован 4 января 1926 года. 16 января 1941 года часть территории района была передана в новый Ононский район.

## Население
| 2002    | 2007    | 2009    | 2010    | 2011    | 2012    | 2013    |
| ------- | ------- | ------- | ------- | ------- | ------- | ------- |
| 56 683  | ↘54 500 | ↘54 392 | ↘51 647 | ↘51 526 | ↘50 757 | ↘50 086 |
| 2014    | 2015    | 2016    | 2017    | 2018    | 2019    | 2020    |
| ↘49 336 | ↘48 660 | ↘48 076 | ↘47 569 | ↘47 409 | ↘47 226 | ↘46 905 |
| 2021    |         |         |         |         |         |         |
| ↘45 109 |         |         |         |         |         |         |

### Урбанизация
В городских условиях (город Борзя и пгт Шерловая Гора) проживают  88,52 % населения района.

### Национальный состав
| № |         | 2010 год       | 2021 год       |
| - | ------- | -------------- | -------------- |
| 1 | Русские | 46806 (90,62%) | 39586 (92,12%) |
| 2 | Буряты  | 1890 (3,65 %)  | 1768 (4,11%)   |
|   | другие  | 2951 (5,71 %)  | 1615 (3,75%)   |
|   | всего   | 51647 (100 %)  | 42969 (100%)   |

## Муниципально-территориальное устройство
В муниципальный район входят 17 муниципальных образований, в том числе 2 городских поселения и 15 сельских поселений:
| №        | Муниципальное образование | Административный центр | Количество населённых пунктов | Население (чел.) | Площадь (км²) |
| -------- | ------------------------- | ---------------------- | ----------------------------- | ---------------- | ------------- |
| 1e-06    | Городские поселения       |                        |                               |                  |               |
| 1        | Борзинское                | город Борзя            | 2                             | ↗29 693          | 222,09        |
| 2        | Шерловогорское            | пгт Шерловая Гора      | 1                             | ↘10 335          | 277,41        |
| 2.000002 | Сельские поселения        |                        |                               |                  |               |
| 3        | Акурайское                | село Акурай            | 1                             | ↗276             | 153,33        |
| 4        | Биликтуйское              | село Биликтуй          | 1                             | ↘174             | 624,17        |
| 5        | Ключевское                | село Ключевское        | 1                             | ↗153             | 578,68        |
| 6        | Кондуйское                | село Кондуй            | 3                             | ↘374             | 1279,33       |
| 7        | Курунзулайское            | село Курунзулай        | 2                             | ↘244             | 344,29        |
| 8        | Новоборзинское            | село Новоборзинское    | 2                             | ↘264             | 639,32        |
| 9        | Переднебыркинское         | село Передняя Бырка    | 1                             | ↘453             | 337,78        |
| 10       | Приозёрное                | село Приозёрное        | 2                             | ↗312             | 577,60        |
| 11       | Соловьёвское              | село Соловьёвск        | 2                             | ↘360             | 776,89        |
| 12       | Усть-Озёрское             | село Усть-Озёрная      | 1                             | ↘281             | 267,28        |
| 13       | Хада-Булакское            | село Хада-Булак        | 2                             | ↘533             | 419,11        |
| 14       | Цаган-Олуйское            | село Цаган-Олуй        | 1                             | ↘486             | 765,43        |
| 15       | Чиндантское               | село Чиндант 2-й       | 1                             | ↘572             | 933,36        |
| 16       | Шоноктуйское              | село Шоноктуй          | 1                             | ↘193             | 185,37        |
| 17       | Южное                     | село Южное             | 2                             | ↘406             | 466,98        |

## Населённые пункты
В Борзинском районе 26 населённых пунктов, в том числе 2 городских (1 город и 1 посёлок городского типа) и 24 сельских (из них 1 разъезд и 23 села):
| №  | Населённый пункт | Тип     | Население      | Муниципальное образование |
| -- | ---------------- | ------- | -------------- | ------------------------- |
| 1  | Акурай           | село    | ↗276 (2021)    | Акурайское                |
| 2  | Биликтуй         | село    | ↘174 (2021)    | Биликтуйское              |
| 3  | Борзя            | город   | ↗29 596 (2021) | Борзинское                |
| 4  | Зун-Торей        | разъезд | ↘97 (2021)     | Борзинское                |
| 5  | Ключевское       | село    | ↗153 (2021)    | Ключевское                |
| 6  | Кондуй           | село    | ↘476 (2021)    | Кондуйское                |
| 7  | Контой           | село    | 0 (2021)       | Кондуйское                |
| 8  | Курунзулай       | село    | ↘240 (2021)    | Курунзулайское            |
| 9  | Малый Соловьёвск | село    | 0 (2021)       | Соловьёвское              |
| 10 | Малый Хада-Булак | село    | 10 (2021)      | Хада-Булакское            |
| 11 | Новоборзинское   | село    | ↘235 (2021)    | Новоборзинское            |
| 12 | Олдонда          | село    | ↘69 (2021)     | Курунзулайское            |
| 13 | Передняя Бырка   | село    | ↘453 (2021)    | Переднебыркинское         |
| 14 | Приозёрное       | село    | ↘257 (2021)    | Приозёрное                |
| 15 | Соктуй           | село    | ↘47 (2021)     | Новоборзинское            |
| 16 | Соловьёвск       | село    | ↘495 (2021)    | Соловьёвское              |
| 17 | Тасырхой         | село    | ↘17 (2021)     | Приозёрное                |
| 18 | Усть-Озёрная     | село    | ↘281 (2021)    | Усть-Озёрское             |
| 19 | Хада-Булак       | село    | ↘496 (2021)    | Хада-Булакское            |
| 20 | Цаган-Олуй       | село    | ↘486 (2021)    | Цаган-Олуйское            |
| 21 | Чемусово         | село    | 0 (2021)       | Кондуйское                |
| 22 | Чиндант 2-й      | село    | ↘572 (2021)    | Чиндантское               |
| 23 | Шерловая Гора    | пгт     | ↘10 335 (2021) | Шерловогорское            |
| 24 | Шоноктуй         | село    | ↘193 (2021)    | Шоноктуйское              |
| 25 | Юбилейное        | село    | 0 (2021)       | Южное                     |
| 26 | Южное            | село    | ↘467 (2021)    | Южное                     |

Закон Забайкальского края от 25 декабря 2013 года было принято решение образовать на территории района новые сёла с предполагаемыми наименованиями: Контой (путём выделения из села Кондуй), Малый Соловьёвск (путём выделения из села Соловьёвск), Малый Хада-Булак (путём выделения из села Хада-Булак), Юбилейное (путём выделения из села Южное), а также Чинам. На федеральном уровне им были присвоены соответствующие наименования Распоряжениями Правительства России: от 26 февраля 2015 года № 306-Р — сёлам Малый Соловьёвск, Малый Хада-Булак, Юбилейное, от 1 марта 2016 года N 350-р — селу Контой, от 11 октября 2018 года N 2186-р — селу Чемусово (вместо наименования Чинам).

### Упразднённые населённые пункты
4 апреля 2001 года был упразднен поселок Дурбачи.
19 января 2005 года были упразднены поселок при станции Шахтерская и Разъезд 82 (сельское поселение Новоборзинское).

## Органы местного самоуправления
Глава муниципального района «Борзинский район» — Гридин Роман Анатольевич.

## Образование
На 2000 в районе функционировали: 31 дневное общеобразовательное учреждение, Борзинское медицинское училище, 26 библиотек, более 20 клубов, Детская художественная школа (Борзя); Музей народный историко-краеведческий (Борзя); Борзинский информационный центр. Издаются газеты «Даурская новь», «Борзя-Вести». Открыты Дом-интернат для пожилых людей и инвалидов (Борзя); ГОУ Борзинская специальная(коррекционная)школа-интернат.

## Достопримечательности
На территории района расположены памятники археологии: петроглифы Бараун-Кондуй, Копчинский, древние святилища Кондуй, Кондуйский городок, Копчил.